# Mary Ann Shaffer
Mary Ann Shaffer (Martinsburg, Virgínia Occidental, 1934 - febrer de 2008) és una escriptora estatunidenca autora de la novel·les epistolar “La societat literària i de pastís de peles de patata de Guernsey” (The Guernsey Literary and Potato Peel Pie Society).
La novel·la, que va finalitzar amb l'ajut de la seva neboda Annie Barrows a causa del deteriorament de la seva salut, va ser publicada el juliol de 2008 per l'editorial americana Random House, poc després de la seva mort. Va assolir ràpidament l'èxit internacional i va rebre el premi al millor llibre de The Washington Post del 2008. La traducció catalana va ser publicada el 2009 per Amsterdam.
Mary Ann Shaffer va compaginar el seu amor per la literatura amb el seu ofici de bibliotecària, llibretera i editora. La seva única novel·la reflecteix l'ocupació per l'alemanya nazi de les illes Anglonormandes (única part del Regne Unit que la va patir). Va escriure-la arran d'un viatge a l'illa de Guernsey i d'haver llegit el llibre Jersey Under the Jackboot de Reginald Maughan.